# 松本雅史
松本 雅史（まつもと まさふみ、1991年3月13日 - ）は、神奈川県横浜市出身のハンドボール選手。

## 経歴
2013年に日本ハンドボールリーグのトヨタ自動車東日本へ加入。2013-14年シーズンは全16試合に出場し、リーグ12位タイの68得点を挙げた。
2014-15年シーズンはリーグ14位の66得点を記録。初のベストセブンに選ばれた。

## 詳細情報

### 年度別成績
| 年       | チーム             | 試合 | フィールド 得点 | 率   | 7m  | 合計    | 警告 | 退場 | 失格 |
| -------- | ------------------ | ---- | --------------- | ---- | --- | ------- | ---- | ---- | ---- |
| 2013-14  | トヨタ自動車東日本 | 16   | 68/105          | .648 | 0/0 | 68/105  | 8    | 6    | 0    |
| 2014-15  | トヨタ自動車東日本 | 16   | 66/98           | .673 | 0/0 | 66/98   | 3    | 6    | 0    |
| 2015-16  | トヨタ自動車東日本 | 16   | 43/68           | .632 | 0/0 | 43/68   | 4    | 4    | 0    |
| 2016-17  | トヨタ自動車東日本 | 16   | 32/62           | .516 | 0/0 | 32/62   | 6    | 3    | 0    |
| 2017-18  | トヨタ自動車東日本 | 9    | 6/11            | .545 | 0/0 | 6/11    | 0    | 1    | 0    |
| JHL：5年 | JHL：5年           | 73   | 215/344         | .625 | 0/0 | 215/344 | 21   | 20   | 0    |

- 各年度の太字はリーグ最高

### タイトル・表彰
- ベストセブン賞：1回 (2014年)

### 記録
- フィールドゴール初得点：2013年9月7日、対湧永製薬戦（中区スポーツセンター）[5]

### 背番号
- 8 (2013年 - 2018年)